# Archimedes (Schiff)
Die Archimedes ist ein Taucherglockenschiff, das 2021 als Ersatz für die Carl Straat in Dienst gestellt wurde.

## Allgemeines
Der für Europa einzigartige Neubau wurde im November 2018 von der Generaldirektion Wasserstraßen und Schifffahrt bei der Damen Shipyards Group in Auftrag gegeben. Den Schiffsrumpf fertigte Europoort Construction im Unterauftrag und lieferte ihn im Juli 2020 zum weiteren Ausbau ab. Der eigentliche Stapellauf erfolgte danach im November 2020 am Werftstandort Gorinchem und die erste Probefahrt im April 2021.
Nach umfangreichen Erprobungen wurde die Archimedes am 23. September 2021 für das Wasserstraßen- und Schifffahrtsamt Rhein in Dienst gestellt. Heimathafen ist der Außenbezirk Duisburg.

## Ausstattung
Die Taucherglockenanlage besteht aus einer Vorkammer, einem Schleusenrohr mit Treppe, einem Senkkasten für maximal sechs Personen sowie einem besonderen Heckgalgen. Mit der Anlage können Arbeiten auf dem Gewässerbett bis zu einer Wassertiefe von zehn Metern ausgeführt werden.